# Anticoma cobbi
Anticoma cobbi is een rondwormensoort uit de familie van de Anticomidae.